# Uncle Acid and the Deadbeats
Uncle Acid & the Deadbeats (escrito también Uncle Acid and the deadbeats o simplemente Uncle Acid) es una banda de rock británica, formada en Cambridge, Inglaterra, por Kevin Starrs. La banda ha lanzado cinco álbumes de estudio, el más reciente, Wasteland fue lanzado en octubre de 2018, así como varios sencillos musicales. La banda aparece regularmente en festivales por toda Europa.

## Biografía
La música de la banda está fuertemente influenciada por finales de la década de 1960, cuando estaba surgiendo el heavy metal. Allmusic elogió la capacidad de la banda para recrear un aspecto particular de esta era, describiendo a la banda como "celebrando el otoño escalofriante del Verano del amor: un paisaje devastado, un poder posterior a la flor, parecido a los campos de matanza de Altamont, apestando a los asesinatos de la Familia Manson, y, naturalmente, sonar como una mezcla de todas las fuerzas musicales apocalípticas que convergieron en esa época".
La banda ha sido descrita como "la banda original de Alice Cooper tocando en una celda con Black Sabbath y the Stooges". Para replicar el sonido de esa época, la banda utiliza instrumentos antiguos y equipos de grabación.
El nombre de la banda fue tomado de Rusty Day, el cantante de Cactus, quien luego tuvo una banda llamada Uncle Acid And The Permanent Damage Band. Uncle Acid fue originalmente el líder anónimo, aunque desde entonces ha cambiado su nombre artístico a K.R. Starrs y ahora ven a los miembros de la banda colectivamente como "Uncle Acid".
Blood Lust fue el álbum más importante de la banda, con The Quietus que lo describió como "una colección gloriosa e idiosincrásica que rápidamente obtuvo un estatus de culto rabioso entre la fraternidad mundial de la fatalidad" y la revista Decibel se refirió a ella como "una delicia maravillosa y malvada". Allmusic describió a Blood Lust como "una mezcla del escalofriante comedown del rock psicodélico, el ascenso nihilista del garage y del punk rock, y las manifestaciones más tempranas del garrote de metales pesados y daños en los nervios". El álbum obtuvo una aclamación sustancial, por lo que K.R. Starrs comentó: "sorprendió a todo el mundo que el álbum fue como lo hizo".
Con el lanzamiento del tercer álbum de la banda, Mind Control, más influencias pop de los años 70 se incorporaron a la música. Considerado un álbum conceptual, K.R. Starrs explicó que Mind Control es una "historia de ficción... sobre un líder de culto que desciende de la montaña y lava sus cerebros del cerebro a través de las drogas, el amor, la violencia y la intimidación". Según Metacritic, el álbum ha recibido la "aclamación universal" con una puntuación de 81 basada en 7 críticas. Justin Norton, que escribió para Decibel, le otorgó al álbum una puntuación de 8 sobre 10 y describió el álbum como "una unión perfecta de los riffs de Sabbath, Fuzz y Herschell Gordon Lewis".

## Miembros
Actualmente
- "Uncle Acid" (Kevin R. Starrs) – guitarra principal, voz principal, órgano[14] (2009–presente)
- Vaughn Stokes – guitarra rítmica, coros (2015–presente)
- Jon Rice – batería (2017-presente)
- Justin Smith – bajo (2018-presente)

En el pasado
- "Kat" – bajo (2009-2011)
- Dean Millar – bajo, coros (2012-2015)
- "Red" – drums (2009-2011)
- Thomas Mowforth – batería (2012-2013)
- Itamar Rubinger – batería (2013–2016)
- Yotam Rubinger – guitarra rítmica, coros (2012–2016)

## Discografía

### Álbumes de estudio
- Volume 1 (2010)
- Blood Lust (2011)
- Mind Control (2013)
- The Night Creeper (2015)
- Wasteland (2018)

### Sencillos
- "White Nights of Murder/I'll Cut You Down" – split con Danava (2011)
- "Poison Apple" (2013)
- "Mind Crawler" (2013)
- "Sharon Tate Experience – Christmas Killer" (2013)
- "Down to the Fire" – Track 2 on Something in the Water – A Rise Above Compilation (2013)[15][16]
- "Runaway Girls" (2014)
- "Waiting for Blood" (2015)
- "Melody Lane" (2015)
- "Pusher Man" / "Remember Tomorrow" (Iron Maiden cover) (2016)
- "Crystal Spiders" (2017)
- "Dead Eyes of London" (2017)
- "Stranger Tonight" (2018)
- "Shockwave City" (2018)